# مورگان والاس
مورگان والاس (انگلیسی: Morgan Wallace؛ ‏ ۲۶ ژوئیهٔ ۱۸۸۱ – ۱۲ دسامبر ۱۹۵۳) بازیگر و کارگردان فیلم اهل ایالات متحده آمریکا بود.
از فیلم‌هایی که وی در آن نقش داشته است، می‌توان به گرفتار در یک دودکش، طلای ساتر، گرند هتل، چراغ گاز، خشم و عشق جریحه‌دارشده تیلی اشاره کرد.